# Salvadorská vlajka

Salvadorská vlajka
Poměr stran: 189:335

Salvadorská národní vlajka
Poměr stran: 3:5

Alternativní salvadorská národní vlajka
Poměr stran: 3:5

Vlajka Salvadoru (neobvyklého poměru stran 189:335) má tři vodorovné pruhy, modrý, bílý a modrý, což jsou barvy vlajky někdejších Spojených provincií Střední Ameriky, které existovaly v letech 1823–1838 a jejíž členy byly státy Salvador, Honduras, Guatemala, Kostarika a Nikaragua.
Modré pruhy symbolizují vody Karibského moře a Tichého oceánu, které omývají břehy těchto zemí, bílá je barvou míru a dorozumění. Uprostřed bílého pruhu státní vlajky je umístěný státní znak Salvadoru, který má za základ někdejší znak zmíněné středoamerické federace z roku 1823. Je to žlutě lemovaný trojúhelník (jeho strany představují rovnost, pravdu a právo), ve kterém se na hranicích vod oceánů zdvihá z moře pět žlutých vrchů symbolizujících jednotlivé členské státy federace. Nad nimi je na palici vztyčená červená čepice svobody, vycházející slunce a duha míru. V paprscích slunce je v text 15 DE SEPTIEMBRE DE 1821 (datum osvobození od španělské nadvlády), za trojúhelníkem pět vlajek federace, pod ním na bílé stuze nápis DIOS, UNION, LIBERTAD (Bůh, jednota, volnost) a všechno obepíná vavřínový věnec převázaný dole modrou stuhou. Čtrnáct částí věnce odpovídá počtu salvadorských departementů. Okolo znaku je na vlajce žlutý nápis REPÚBLICA DE EL SALVADOR EN LA AMERICA CENTRAL.

Rozměry salvadorské vlajky
Salvadorský státní znak

## Historie
Vlajka se používá od roku 1912 se znakem. Používala se však též v letech 1823–1865 (bez znaku). Poslední zákon o vlajce je z roku 1972.

Salvadorská vlajka (1865) Poměr stran: 4:7
Salvadorská vlajka (1865–1869) Poměr stran: 4:7
Salvadorská vlajka (1869–1873) Poměr stran: 4:7
Salvadorská vlajka (1873–1877) Poměr stran: 4:7
Salvadorská vlajka (listopad 1898) Poměr stran: 3:5
Salvadorská vlajka (1877–1898 a 1898-1912) Poměr stran: 4:7

## Vlajky salvadorských departementů

Departementy Salvadoru

Salvador je unitární stát, který se skládá ze 14 departementů. Všechny mají vlastní vlajky.

Ahuachapán
Cabañas
Chalatenango
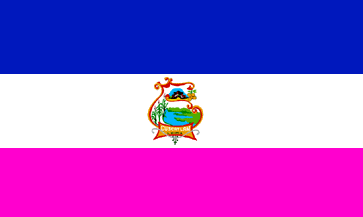
Cuscatlán
La Libertad
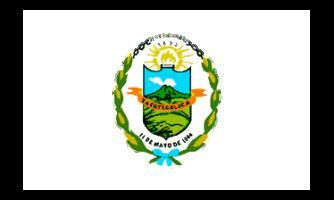
La Paz
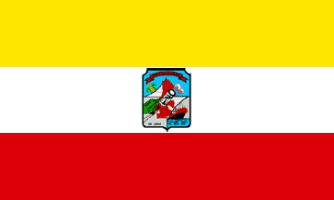
La Unión
Morazán
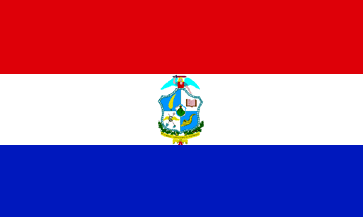
San Miguel
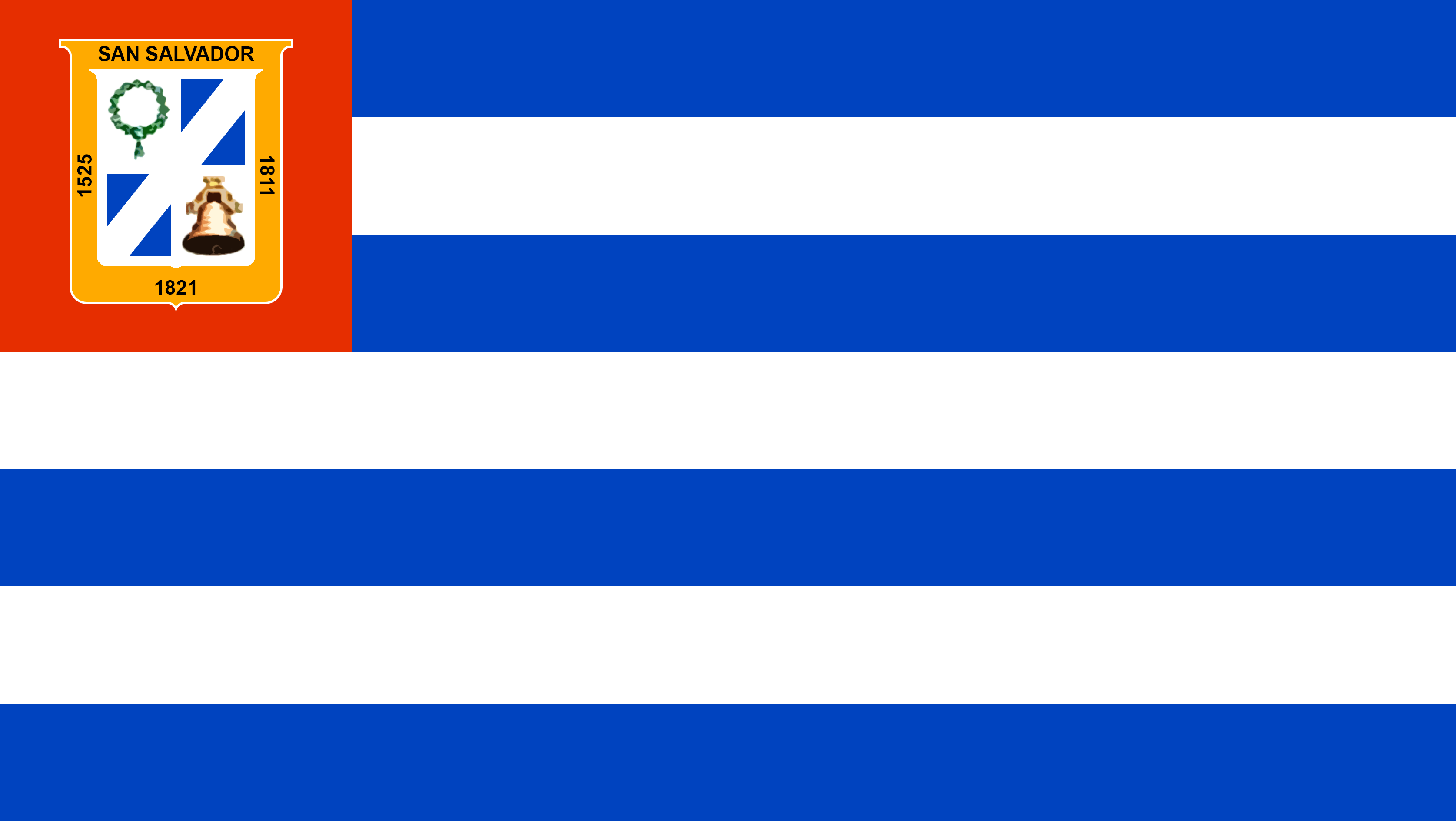
San Salvador
San Vicente
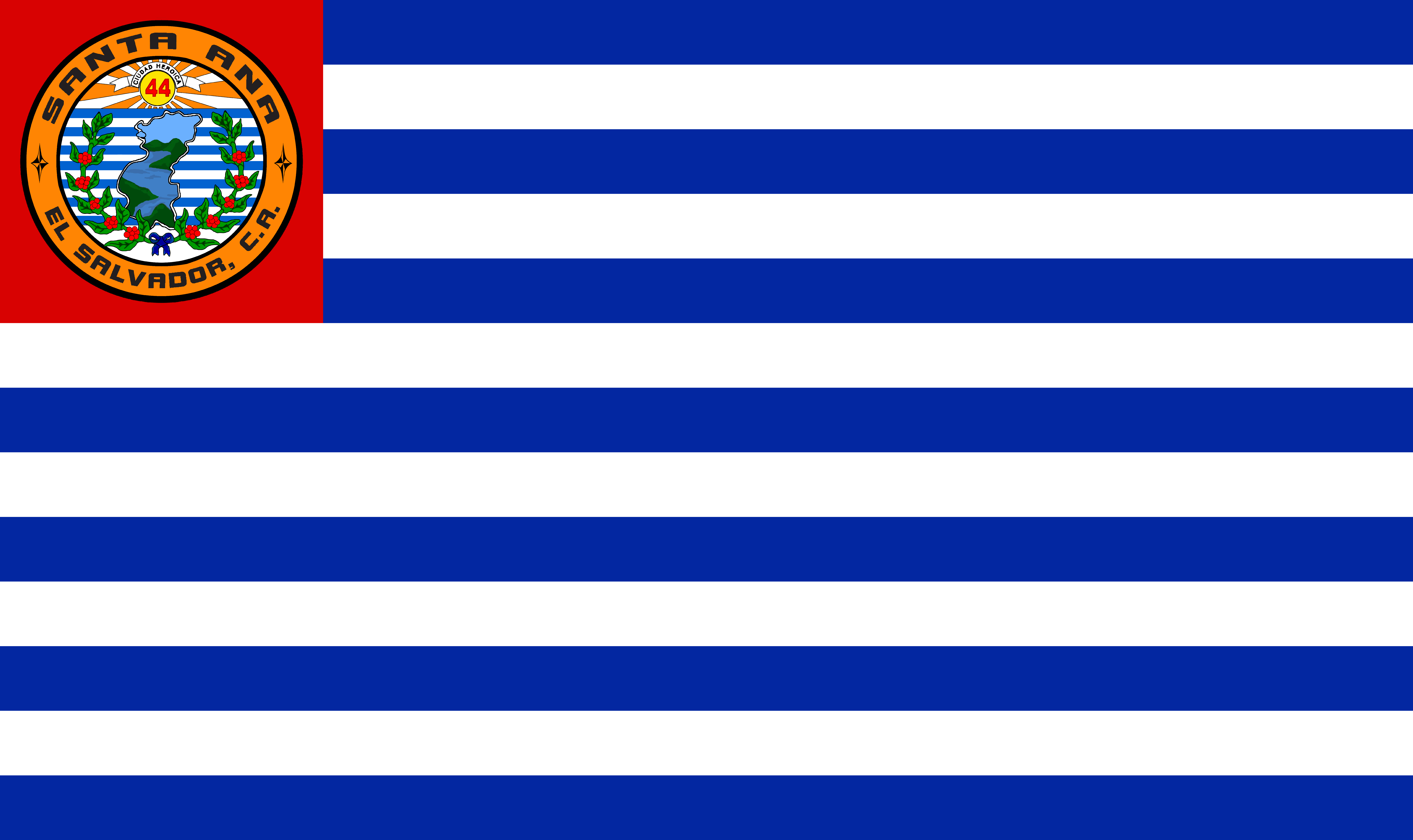
Santa Ana
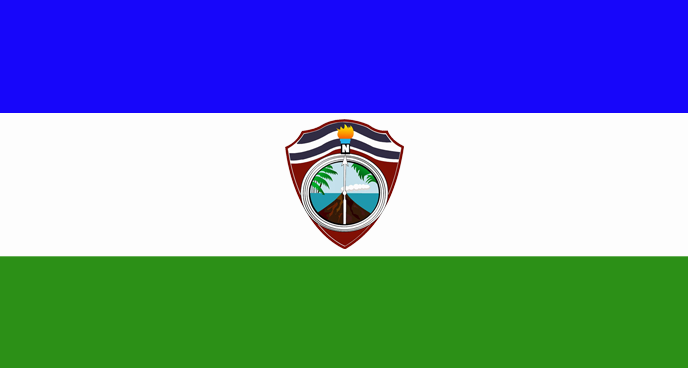
Sonsonate
Usulután (odlišné barvy zdroje)